# Lettera a Pitocle
La Lettera a Pitocle è la seconda delle lettere filosofiche epicuree tramandataci integralmente e riguarda i corpi celesti.

## Struttura
Si tratta di una delle epistole di Epicuro conservatesi nel corso della tradizione delle sue opere, grazie a Diogene Laerzio, che nel bìos di Epicuro ha tramandato, appunto, questa e altre due lettere come epitome del pensiero metafisico, fisico ed etico del filosofo di Samo.
Pitocle era probabilmente amasio e allievo di Epicuro, che pose Polieno come suo tutore e da lui si fece accompagnare a Lampsaco. Probabilmente, proprio in contrasto con la ben più ampia e impegnata lettera a Erodoto, questa epistola si concentra sul problema di spiegare le cose che vediamo nel cielo, piuttosto che su questioni che sono direttamente davanti a noi qui sulla terra. 
(par. 85, traduz. di Andrea D'Andria)
Una volta stabilito secondo quale criterio si debba indagare sulle questioni celesti, Epicuro passa a parlare dei mondi, di come nascano e siano innumerevoli, separati da quelli che Lucrezio chiamerà intermundia. Per quanto concerne i corpi celesti, Epicuro ne definisce origine, grandezza e composizione, per poi passare a discutere della loro levata e tramonto, che possono avvenire per accensione e spegnimento, oppure per apparizione sulla terra e nascondimento dovuto all'ostruzione di altri corpi. Del resto, Epicuro non escluderà altre spiegazioni, come anche a proposito dei loro moti. Della luna Epicuro si occupa diffusamente, trattando anche delle eclissi, che attribuisce allo spegnimento o all'interposizione di altri corpi.
Passando ai meteora, ossia i fenomeni atmosferici, Epicuro tratta delle nubi, della pioggia, del tuono e della folgore, del fulmine, dei turbini, dei terremoti. Dopo una sezione relativa ai venti, si passa a trattare i fenomeni di condensazione dell'umido, come la grandine, la neve, la rugiada, la brina e il ghiaccio.
Ancora, tornando ai corpi celesti, Epicuro tratta di quelli minori come comete e stelle fisse e conclude l'epistola con un epilogo  parenetico, in cui afferma nuovamente come la conoscenza esatta dei fenomeni celesti allontanerà l'uomo dalle superstizioni.